# Petr Johana
Petr Johana (ur. 1 listopada 1976 w Moście) – czeski piłkarz grający na pozycji środkowego obrońcy.

## Kariera klubowa
Karierę piłkarską Johana rozpoczynał w klubach SFK Meziboří i Chemopetrol Litvínov. Następnie w 1995 roku został zawodnikiem FK Ústí nad Labem. W tamtym roku zadebiutował w jego barwach w drugiej lidze czeskiej. W tym samym roku odszedł do Slavii Karlovy Vary, a w 1996 roku został zawodnikiem FC MUS Most i przez kolejne 3,5 roku grał z nim w drugiej lidze.
Na początku 2000 Johana został zawodnikiem Slovana Liberec, grającego w pierwszej lidze i wiosną 2000 zdobył z nim Puchar Czech. Z kolei w 2002 roku wywalczył ze Slovanem mistrzostwo kraju.
W 2003 roku Johana przeszedł ze Slovana do Sparty Praga. Zadebiutował w niej 26 lipca 2003 w zremisowanym 1:1 wyjazdowym meczu z FK Teplice. W 2004 roku zdobył ze Spartą Puchar Czech, a w 2005 roku został mistrzem kraju.
Latem 2005 Johana został zawodnikiem tureckiego Vestelu Manisaspor. W tureckiej lidze po raz pierwszy wystąpił 7 sierpnia 2005 w zremisowanym 2:2 domowym spotkaniu z MKE Ankaragücü. Zawodnikiem Vestelu Manisaspor był przez półtora sezonu.
W 2007 roku Johana wrócił do Czech, do drużyny z Mostu, FK SIAD Most. W 2008 roku został piłkarzem austriackiego SC Wiener Neustadt i w 2009 roku awansował z nim z Erste Liga do ekstraklasy.
W 2010 roku Johana podpisał kontrakt z FK Mladá Boleslav, w którym zadebiutował 23 lipca 2010 w meczu z Dynamem České Budějovice.
| Sezon   | Klub                | Kraj    | Rozgrywki      | Mecze | Bramki |
| ------- | ------------------- | ------- | -------------- | ----- | ------ |
| 1995/96 | FK Ústí nad Labem   | Czechy  | II. liga       | ?     | ?      |
| 1995/96 | Slavia Karlovy Vary | Czechy  | II. liga       | ?     | ?      |
| 1996/97 | FC MUS Most         | Czechy  | II. liga       | ?     | ?      |
| 1997/98 | FC MUS Most         | Czechy  | II. liga       | 22    | 0      |
| 1998/99 | FC MUS Most         | Czechy  | II. liga       | 28    | 4      |
| 1999/00 | FC MUS Most         | Czechy  | II. liga       | 15    | 0      |
| 1999/00 | Slovan Liberec      | Czechy  | Gambrinus Liga | 11    | 1      |
| 2000/01 | Slovan Liberec      | Czechy  | Gambrinus Liga | 26    | 1      |
| 2001/02 | Slovan Liberec      | Czechy  | Gambrinus Liga | 30    | 4      |
| 2002/03 | Slovan Liberec      | Czechy  | Gambrinus Liga | 21    | 2      |
| 2003/04 | Sparta Praga        | Czechy  | Gambrinus Liga | 27    | 0      |
| 2004/05 | Sparta Praga        | Czechy  | Gambrinus Liga | 12    | 1      |
| 2005/06 | Vestel Manisaspor   | Turcja  | Süper Lig      | 28    | 2      |
| 2006/07 | Vestel Manisaspor   | Turcja  | Süper Lig      | 11    | 1      |
| 2006/07 | FK SIAD Most        | Czechy  | Gambrinus Liga | 1     | 0      |
| 2007/08 | FK SIAD Most        | Czechy  | Gambrinus Liga | 10    | 0      |
| 2008/09 | SC Wiener Neustadt  | Austria | Erste Liga     | 30    | 4      |
| 2009/10 | SC Wiener Neustadt  | Austria | Bundesliga     | 20    | 3      |
| 2010/11 | FK Mladá Boleslav   | Czechy  | Gambrinus Liga | 15    | 1      |
| 2011/12 | FK Mladá Boleslav   | Czechy  | Gambrinus Liga | 12    | 1      |
| 2012/13 | FK Mladá Boleslav   | Czechy  | Gambrinus Liga | 26    | 6      |
| 2013/14 | FK Mladá Boleslav   | Czechy  | Gambrinus Liga | 15    | 0      |
| 2013/14 | FK Baník Most       | Czechy  | II. liga       | 9     | 0      |

## Kariera reprezentacyjna
W reprezentacji Czech Johana zadebiutował 2 czerwca 2001 roku w przegranym 1:2 spotkaniu eliminacji do MŚ 2002 z Danią. W kadrze Czech od 2001 do 2003 roku wystąpił 13 razy.
| Mecze i gole w reprezentacji | Mecze i gole w reprezentacji | Mecze i gole w reprezentacji | Mecze i gole w reprezentacji | Mecze i gole w reprezentacji | Mecze i gole w reprezentacji | Mecze i gole w reprezentacji |
| #                            | Data                         | Stadion                      | Rywal                        | Wynik                        | Gol                          | Rozgrywki                    |
| 2001                         | 2001                         | 2001                         | 2001                         | 2001                         | 2001                         | 2001                         |
| ---------------------------- | ---------------------------- | ---------------------------- | ---------------------------- | ---------------------------- | ---------------------------- | ---------------------------- |
| 1.                           | 02.06.2001                   | Kopenhaga, Dania             | Dania                        | 1:2                          | 0                            | el. MŚ 2002                  |
| 2.                           | 15.08.2001                   | Drnovice, Czechy             | Korea Południowa             | 5:0                          | 0                            | towarzyski                   |
| 3.                           | 01.09.2001                   | Reykjavík, Islandia          | Islandia                     | 1:3                          | 0                            | el. MŚ 2002                  |
| 4.                           | 05.09.2001                   | Cieplice, Czechy             | Malta                        | 3:2                          | 0                            | el. MŚ 2002                  |
| 5.                           | 14.11.2001                   | Praga, Czechy                | Belgia                       | 0:1                          | 0                            | el. MŚ 2002                  |
| 2002                         |                              |                              |                              |                              |                              |                              |
| 6.                           | 12.02.2002                   | Larnaka, Cypr                | Węgry                        | 2:0                          | 0                            | towarzyski                   |
| 7.                           | 27.03.2002                   | Cardiff, Walia               | Walia                        | 0:0                          | 0                            | towarzyski                   |
| 8.                           | 17.04.2002                   | Janina, Grecja               | Grecja                       | 0:0                          | 0                            | towarzyski                   |
| 9.                           | 18.05.2002                   | Praga, Czechy                | Włochy                       | 1:0                          | 0                            | towarzyski                   |
| 10.                          | 21.08.2002                   | Ołomuniec, Czechy            | Słowacja                     | 4:1                          | 0                            | towarzyski                   |
| 11.                          | 06.09.2002                   | Praga, Czechy                | Jugosławia                   | 5:0                          | 0                            | towarzyski                   |
| 12.                          | 20.11.2002                   | Cieplice, Czechy             | Szwecja                      | 3:3                          | 0                            | towarzyski                   |
| 2003                         |                              |                              |                              |                              |                              |                              |
| 13.                          | 12.11.2003                   | Cieplice, Czechy             | Kanada                       | 5:1                          | 0                            | towarzyski                   |